# Okres Garwolin
Okres Garwolin (polsky Powiat garwoliński) je okres v polském Mazovském vojvodství. Rozlohu má 1284,29 km² a v roce 2020 zde žilo 108 634 obyvatel. Sídlem správy okresu je město Garwolin.

## Gminy
Městské:
- Garwolin
- Łaskarzew

Městsko-vesnické:
- Maciejowice
- Pilawa
- Żelechów

Vesnické:
- Borowie
- Garwolin
- Górzno
- Łaskarzew
- Miastków Kościelny
- Parysów
- Sobolew
- Trojanów
- Wilga

## Města
- Garwolin
- Łaskarzew
- Maciejowice
- Pilawa
- Żelechów

## Demografie
Počet obyvatel (informace z 31. prosince 2009):
|         | Celkem  | Celkem | Ženy   | Ženy | Muži   | Muži |
|         | Osob    | %      | Osob   | %    | Osob   | %    |
| ------- | ------- | ------ | ------ | ---- | ------ | ---- |
| Celkem  | 106 927 | 100    | 53 908 | 50,5 | 53 019 | 49,5 |
| Město   | 29 993  | 100    | 15 459 | 51,7 | 14 534 | 48,3 |
| Vesnice | 76 934  | 100    | 38 449 | 50   | 38 485 | 50   |